# Blake Aldridge
Blake Aldridge (* 4. August 1982 in London) ist ein britischer Wasserspringer und Klippenspringer. Im Wasserspringen startet er im 10-m-Turmspringen. Er ist der frühere Synchronpartner von Tom Daley.
Aldridge nahm an den Olympischen Spielen 2008 in Peking teil. Zusammen mit Daley wurde er im 10-m-Synchronwettbewerb Achter. Dabei kam es zwischen Daley und ihm zum Streit. Während Aldridge der Medienrummel um Daley störte, monierte Daley, dass Aldridge zwischen den Sprüngen telefonierte. Nachdem Aldridge 2009 in ein Handgemenge in einem Nachtclub verwickelt wurde und sich dabei so verletzte, dass er nicht an den Britischen Meisterschaften teilnehmen konnte, verlangte der Vater von Tom Daley einen neuen Partner für seinen Sohn. Seitdem springt das Duo nicht mehr gemeinsam. Aldridge fiel auch in der Folgezeit durch Skandale auf, versucht sich jetzt jedoch gewissenhaft auf das Wasserspringen zu konzentrieren und sich für die Olympischen Spiele 2012 in seiner Heimatstadt zu qualifizieren.
Das beste Einzelergebnis von Aldridge ist ein achter Rang im 10-m-Turmspringen bei der Europameisterschaft 2009 in Turin.
1999 wurde Aldridge Junioren-Weltmeister. Er ist mehrfacher Britischer Meister. 2010 wurde er Europameister im Klippenspringen.